# 13:e världsjamboreen
Den 13:e världsjamboreen hölls i Asagiri Heights, nära Fujinomiya i Japan 1971. 20 000 scouter deltog i den 13:e världsjamboreen, vars lägerplats låg vid foten av Fuji.